# العلاقات المجرية اللوكسمبورغية
العلاقات المجرية اللوكسمبورغية هي العلاقات الثنائية التي تجمع بين المجر ولوكسمبورغ.

## مقارنة بين البلدين
هذه مقارنة عامة ومرجعية للدولتين:
| وجه المقارنة                                              | المجر                                                       | لوكسمبورغ                                                     |
| --------------------------------------------------------- | ----------------------------------------------------------- | ------------------------------------------------------------- |
| المساحة (كم2)                                             | 93.04 ألف                                                   | 2.59 ألف                                                      |
| عدد السكان (نسمة)                                         | 9.78 مليون                                                  | 599.45 ألف                                                    |
| الكثافة السكانية (ن./كم²)                                 | 105.12                                                      | 231.45                                                        |
| العاصمة                                                   | بودابست                                                     | لوكسمبورغ                                                     |
| اللغة الرسمية                                             | لغة مجرية                                                   | اللغة اللوكسمبورغية، لغة فرنسية، اللغة الألمانية              |
| العملة                                                    | فورنت مجري                                                  | يورو، فرنك لوكسمبورغ                                          |
| الناتج المحلي الإجمالي (بليون دولار)                      | 139.14 مليار                                                | 62.40 مليار                                                   |
| الناتج المحلي الإجمالي (تعادل القوة الشرائية) بليون دولار | 260.42 مليار                                                | 58.13 مليار                                                   |
| الناتج المحلي الإجمالي الاسمي للفرد دولار أمريكي          | 12.36 ألف                                                   | 101.45 ألف                                                    |
| الناتج المحلي الإجمالي للفرد دولار أمريكي                 | 25.07 ألف                                                   | 101.93 ألف                                                    |
| مؤشر التنمية البشرية                                      | 0.828                                                       | 0.892                                                         |
| رمز المكالمات الدولي                                      | +36                                                         | +352                                                          |
| رمز الإنترنت                                              | .hu                                                         | .lu                                                           |
| المنطقة الزمنية                                           | ت ع م+01:00، ت ع م+02:00، أوروبا/بودابست ‏، توقيت وسط أوروبا | توقيت وسط أوروبا، ت ع م+01:00، ت ع م+02:00، أوروبا/لوكسمبورج ‏ |

## مدن متوأمة
في ما يلي قائمة باتفاقيات التوأمة بين مدن مجرية ولوكسمبورغية:
- ترتبط Szerencs [الإنجليزية]‏ مع Hesperange [الإنجليزية]‏ باتفاقية توأمة.
- ترتبط كوسيغ مع Niederanven [الإنجليزية]‏ باتفاقية توأمة منذ 1995.

## منظمات دولية مشتركة
يشترك البلدان في عضوية مجموعة من المنظمات الدولية، منها:
| علم المنظمة | اسم المنظمة                               | تاريخ انضمام المجر | تاريخ انضمام لوكسمبورغ |
| ----------- | ----------------------------------------- | ------------------ | ---------------------- |
|             | الاتحاد الأوروبي                          | 1 مايو 2004        | 25 مارس 1957           |
|             | وكالة ضمان الاستثمار متعدد الأطراف        | 21 أبريل 1988      | 29 أغسطس 1991          |
|             | منظمة التعاون الاقتصادي والتنمية          | 7 مايو 1996        | ?                      |
|             | الأمم المتحدة                             | 14 ديسمبر 1955     | 24 أكتوبر 1945         |
|             | الوكالة الدولية للطاقة                    | ?                  | ?                      |
|             | الفريق المعني برصد الأرض                  | ?                  | ?                      |
|             | مركز تنسيق الحركة في أوروبا ‏              | ?                  | ?                      |
|             | منظمة حظر الأسلحة الكيميائية              | ?                  | ?                      |
|             | منظمة التجارة العالمية                    | 1995               | ?                      |
|             | منظمة الشرطة الجنائية الدولية             | ?                  | ?                      |
|             | منظمة الأمن والتعاون في أوروبا            | 25 يونيو 1973      | 25 يونيو 1973          |
|             | مؤسسة التنمية الدولية                     | 29 أبريل 1985      | 4 يونيو 1964           |
|             | حلف شمال الأطلسي                          | 12 مارس 1999       | 4 أبريل 1949           |
|             | نظام تحكم تكنولوجيا القذائف               | 1993               | 1990                   |
|             | يونسكو                                    | 14 سبتمبر 1948     | 27 أكتوبر 1947         |
|             | مجلس أوروبا                               | 6 نوفمبر 1990      | ?                      |
|             | الاتحاد البريدي العالمي                   | ?                  | ?                      |
|             | البنك الدولي للإنشاء والتعمير             | 7 يوليو 1982       | 27 ديسمبر 1945         |
|             | اتفاقية السماوات المفتوحة                 | ?                  | ?                      |
|             | الاتحاد الدولي للاتصالات                  | 1866               | 2 مارس 1866            |
|             | مؤسسة التمويل الدولية                     | 29 أبريل 1985      | 4 أكتوبر 1956          |
|             | المنظمة الأوروبية لسلامة الملاحة الجوية   | 1992               | 1960                   |
|             | المركز الدولي لتسوية المنازعات الاستشارية | 6 مارس 1987        | 29 أغسطس 1970          |
|             | مجموعة أستراليا                           | 1993               | 1985                   |
|             | مجموعة الموردين النوويين                  | ?                  | ?                      |

## أعلام
هذه قائمة لبعض الشخصيات التي تربطها علاقات بالبلدين:
- إليزابيث من لوكسمبورغ (7 أكتوبر 1409 – 19 ديسمبر 1442)

## وصلات خارجية
- موقع وزارة الخارجية المجرية
- موقع وزارة الخارجية اللوكسمبورغية